# Brian Davis (basket-ball)
Pour les articles homonymes, voir Brian Davis et Davis.
Brian Davis, né le 21 juin 1970, à Atlantic City, au New Jersey, est un ancien joueur américain de basket-ball. Il évolue aux postes d'arrière et d'ailier.

## Palmarès
- Champion NCAA 1991, 1992
- Finaliste des Jeux panaméricains de 1995